# 盧鑄 (1889年)
卢铸（1889年—?）字可铸，号滇生，别号匏斋，江西南康人，中华民国政治人物。南社成员。

## 生平
卢铸早年先后毕业于云南高等学堂及日本福田大学。1923年4月12日至10月6日，任北京政府农商部参事。
后来，卢铸任国民政府参谋本部秘书。此后历任津浦铁路管理局总务处处长，豫鄂皖三省农民银行襄理及总部秘书。1933年7月11日至1937年11月20日，任湖北省政府委员兼秘书长。省主席楊永泰遇刺後，於1936年10月30日至12月2日，代理湖北省政府主席。抗日战争中，获聘为第一届国民参政会参政员。1947年11月1日任国民政府立法院第四届立法委员。1949年4月5日，任浙江省政府委员兼秘书长。
1943年，太虚连任中国佛学会理事长，陈铭枢、李基鸿、谢健、卢铸任常务理事。